# Горњи коси мишић главе
Горњи коси мишић главе (лат. musculus obliquus capitis superior) је парни мишић вратне мускулатуре, који се налази у четвртом (најдубљем) слоју задње стране врата. Локализован је на граници између главе и врата, и заједно са доњим косим и великим и малим правим задњим мишићем главе образује тзв. Арнолдов потпотиљачни троугао.
Мишић се припаја на потиљачној кости и на попречном наставку првог цервикалног кичменог пршљена.
У његовој инервацији учествује потпотиљачни живац, а основна функција му је опружање (екстензија) главе при обостраној контракцији и њено обртање у супротном смеру при унилатералном дејству.